# Феофан (Ашурков)
Митрополи́т Феофа́н (в миру Ива́н Андре́евич Ашурко́в; 21 мая 1947, Дмитриев-Льговский, Курская область, РСФСР, СССР — 20 ноября 2020, Москва, Россия) — епископ Русской православной церкви, митрополит Казанский и Татарстанский (2015—2020). Ранее последовательно занимал ряд иных архиерейских кафедр в России, в 1993—1999 годы заместитель председателя Отдела внешних церковных сношений Московского патриархата. Член Общественной палаты Российской Федерации в 2006—2010 годах.

## Биография

### Образование, начало служения
Родился 21 мая 1947 года в городе Дмитриеве-Льговском Курской области, в семье служащих.
После школы поступил в училище в городе Новотроицке, где учился на электрослесаря. После училища был призван в армию, служил в Ульяновске, в этом городе посещал храм, где и принял решение после срочной службы принять монашество.
В 1969—1970 годах нёс послушания у епископа Смоленского и Вяземского Гедеона (Докукина).
В 1970 году поступил во второй класс Московской духовной семинарии, которую окончил в 1972 году и был зачислен в Московскую духовную академию (МДА). В 1973 году был принят послушником в братство Троице-Сергиевой лавры.
19 декабря 1973 года наместником Троице-Сергиевой лавры архимандритом Иеронимом (Зиновьевым) был пострижен в монашество с именем Феофан в честь преподобного Феофана Исповедника.
14 января 1974 года архиепископом Сергием (Голубцовым) рукоположён в сан иеродиакона.
7 апреля 1976 года в кафедральном соборе города Тулы митрополитом Тульским и Белевским Ювеналием (Поярковым) рукоположён в сан иеромонаха.
В 1976 году окончил МДА со степенью кандидата богословия, присвоенной за кандидатскую работу «Догматическое учение Василия Великого» и был зачислен в аспирантуру при МДА.

### Церковно-дипломатическая деятельность
В 1977 году определением Священного синода направлен в Русскую духовную миссию в Иерусалиме.
В 1979 году в праздник Успения Божией Матери возведён в сан игумена с возложением креста с украшениями.
16 июля 1982 года освобождён от обязанностей члена Русской Духовной Миссии в Иерусалиме.
С 1982 по 1984 год пребывал в братстве Троице-Сергиевой лавры.
6 сентября 1984 года направлен для пастырского служения в Экзархат Центральной и Южной Америки в Аргентину, где служил секретарём данного экзархата.
В 1985 году в неделю всех святых, в земле Российской просиявших, возведён в сан архимандрита.
23 марта 1987 года освобождён от пастырского послушания в Аргентине.
В 1987—1989 годах нёс послушания в отделе внешних церковных сношений (ОВЦС) Московского патриархата.
С 1989 по 1993 год — экзарх патриарха Московского при патриархе Александрийском и всея Африки (Египет).
Во время противостояния в 1993 году в Москве активно участвовал в переговорах конфликтующих сторон. Неоднократно лично проводил переговоры в Доме Советов с вице-президентом Российской Федерации Александром Руцким, председателем Верховного Совета Российской Федерации Русланом Хасбулатовым и другими участниками событий.
Во время событий сентября — октября 1993 года приезжал в осаждённый Верховный Совет России и просил депутатов направить делегацию для переговоров с представителями президента России Бориса Ельцина.
С 1993 по 1999 год — заместитель председателя ОВЦС, митрополита Смоленского и Калининградского Кирилла (Гундяева).
28 декабря 1999 года решением Священного синода назначен представителем патриарха Московского при патриархе Антиохийском и всего Востока.

### Участие в деятельности государственных и общественных структур
С 14 июля 1995 года — член Российского организационного комитета по подготовке и проведению мероприятий в связи с памятными событиями военной истории Отечества и по делам ветеранов
С 23 декабря 2006 года — член организационного комитета по подготовке и проведению празднования 450-летия добровольного вхождения Кабардино-Балкарии в состав Российского государства
С 2006 года — член Общественной палаты Российской Федерации. Руководитель рабочей группы по международным связям по линии международных религиозных организаций, рабочей группы по миротворческой деятельности на Северном Кавказе, председатель подкомиссии по вопросам свободы совести.
В 2008 году вошёл во второй созыв Общественной палаты Российской Федерации. Член комиссии Общественной палаты по межнациональным отношениям и свободе совести, член Межкомиссионной рабочей группы по международной деятельности Общественной палаты и член с правом совещательного голоса комиссии Общественной палаты по делам ветеранов, военнослужащих и членов их семей.
В созыв 2010 года не вошёл.

### Архиерейство

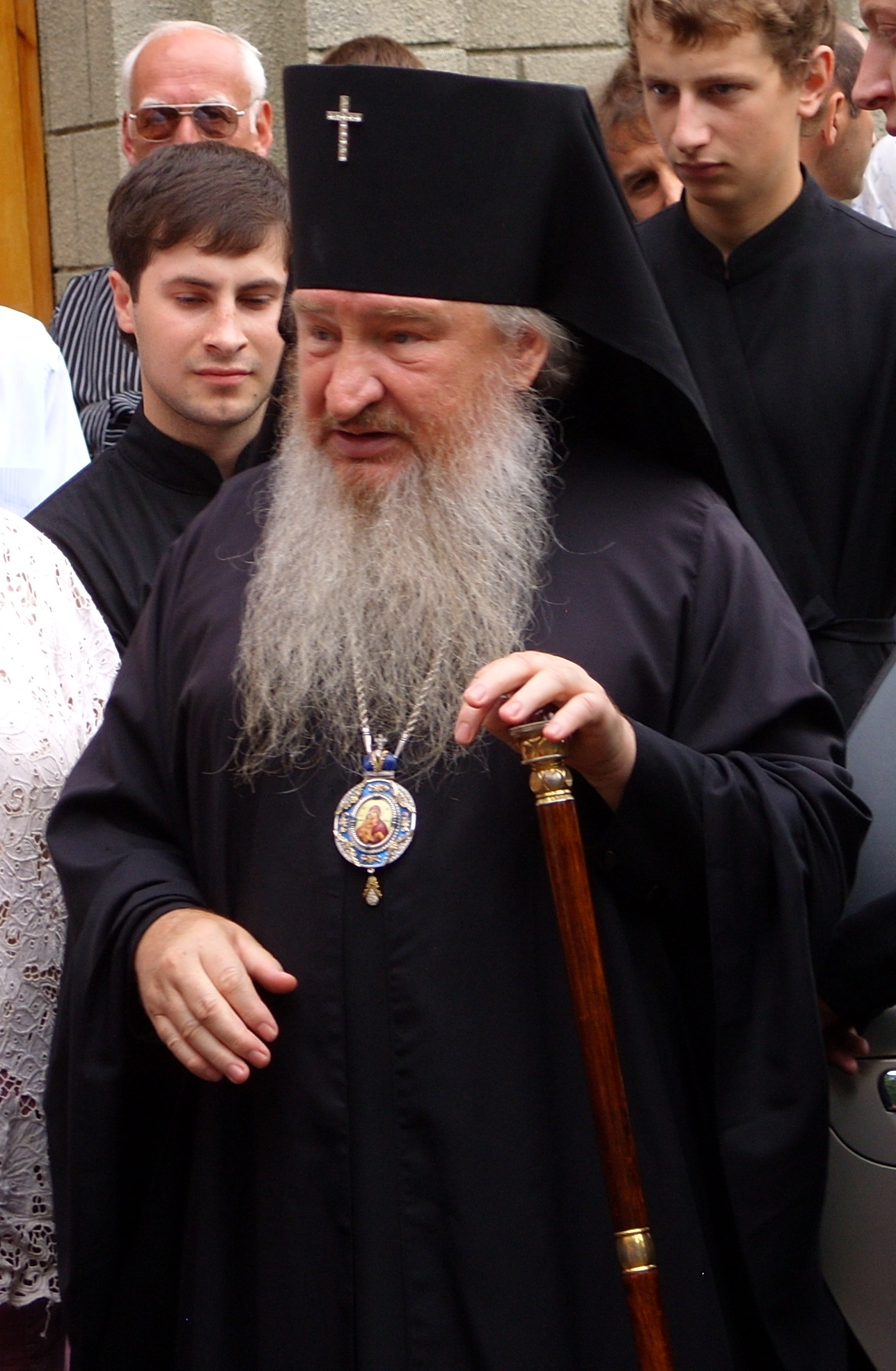
В сане архиепископа Ставропольского и Владикавказского, г. Алагир, 2009 г.

7 октября 2000 года решением Священного синода архимандриту Феофану (Ашуркову) определено быть епископом Магаданским и Синегорским. 8 октября освобождён от должности представителя патриарха Московского при патриархе Антиохийском и всего Востока. 25 ноября состоялось его наречение во епископа Магаданского и Синегорского в домовом храме Патриаршей и Синодальной резиденции в Даниловом монастыре. 26 ноября в Богоявленском кафедральном соборе Москвы состоялась его епископская хиротония, которую совершили патриарх Московский и всея Руси Алексий II, митрополиты Крутицкий и Коломенский Ювеналий (Поярков), митрополит Смоленский и Калининградский Кирилл (Гундяев), митрополит Солнечногорский Сергий (Фомин), архиепископ Ростовский и Новочеркасский Пантелеимон (Долганов), архиепископ Тверской и Кашинский Виктор (Олейник), архиепископ Бронницкий Тихон (Емельянов), епископ Орехово-Зуевский Алексий (Фролов), епископ Красногорский Савва (Волков).
Как отмечается на сайте «Православие на Дальнем Востоке», «с приездом нового владыки епархия буквально в считанные месяцы просто поднялась на более высокий уровень». Были проведены первые, а затем и последующие, Рождественские чтения с участием Алексея Осипова, диакона Андрея Кураева, режиссёра Николая Бурляева. Традиционным стал и крестный ход на бухту Гертнера в праздник Крещения Господня. Были заключены договоры о сотрудничестве с управлением образования Магаданской области, и вскоре в школах города стали действовать факультативы «Основы православной культуры». Были открыты молитвенные комнаты в УВД Магаданской области и в колонии особого режима в посёлке Уптар. Было начато строительство кафедрального собора в честь Живоначальной Троицы в центре Магадана.
7 мая 2003 года назначен епископом Ставропольским и Владикавказским.

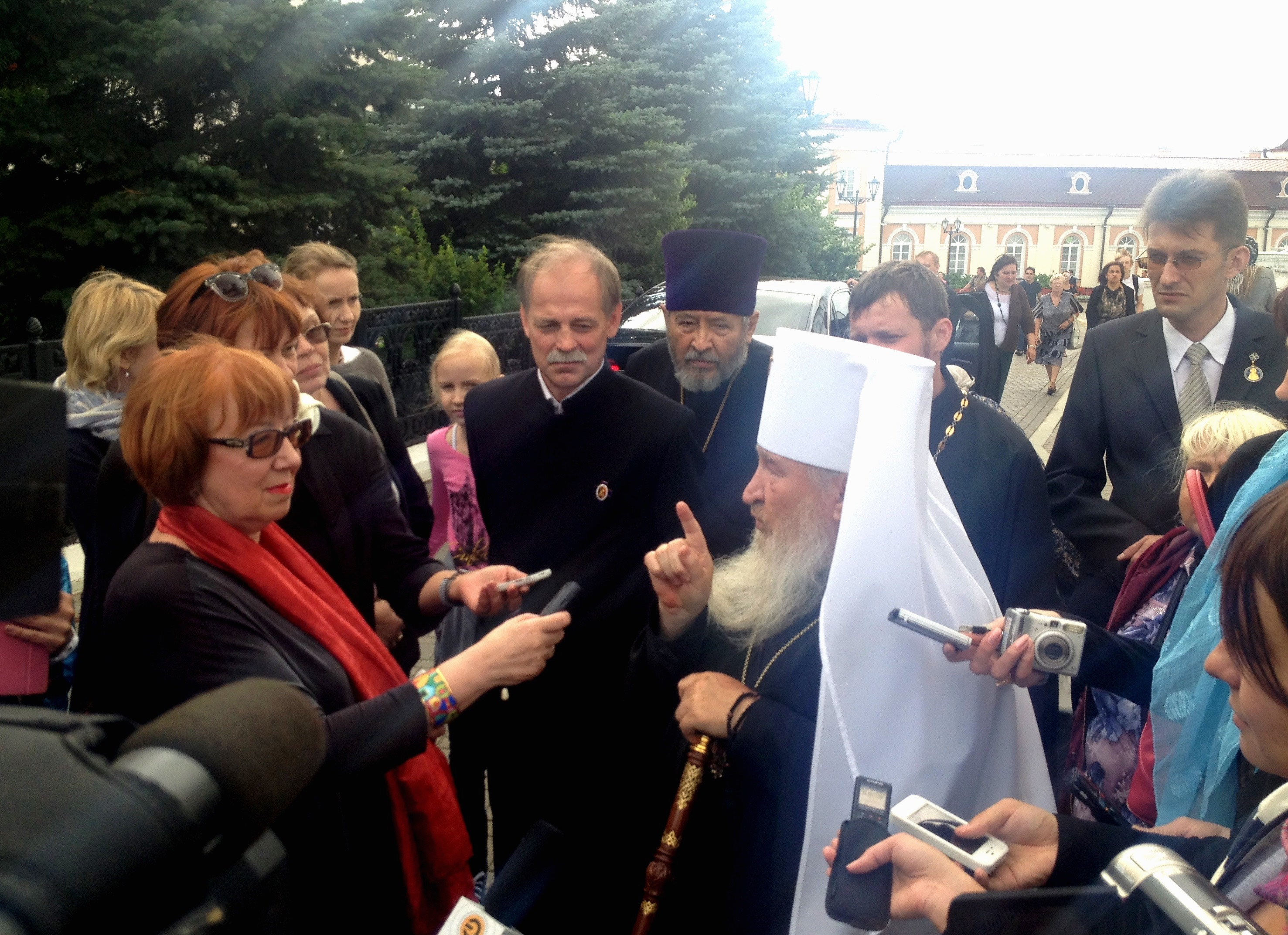
Митрополит Феофан в Казанском кремле в первый день своего пребывания в Казани (20 июля 2015 года)

С 30 июля 2003 года — ректор Ставропольской духовной семинарии.
С 2005 года проводил массовые крещения жителей Северной Осетии. Всего были крещены несколько десятков тысяч человек. Основал первый в послереволюционной Осетии женский монастырь, освящённый в честь Богоявления Господня, и восстановил несколько в Ставропольском крае. Улучшил отношения с государственными органами, иными конфессиями Северного Кавказа.
25 февраля 2008 года, в день тезоименитства патриарха Алексия, возведён в сан архиепископа.
Во время войны в Грузии в августе 2008 года по указу архиепископа Феофана Богоявленский Аланский женский монастырь в Северной Осетии открыл реабилитационный центр для пострадавших югоосетинских детей.
22 марта 2011 года решением Священного синода назначен архиепископом Челябинским и Златоустовским.
26 июля 2012 года Священный синод, заслушав доклад архиепископа Феофана об образовании новых епархий в Челябинской области, создал Троицкую и Магнитогорскую епархии с образованием Челябинской митрополии, управляющим которой тогда же был назначен архиепископ Феофан. Кроме того, архиепископ Феофан был назначен временно управляющим Троицкой епархией.
1 августа 2012 года на соборной площади города Сарова патриархом Кириллом возведён в сан митрополита.
Издание znak.com отмечает: «Феофан, возглавивший в 2011 году епархию Челябинскую и Златоустовскую, показал себя умелым политиком: именно при нём сдвинулся с мёртвой точки вопрос о возвращении РПЦ челябинского храма Александра Невского на Алом поле и выноса оттуда органа (решение значимое, как бы к нему не относились поклонники искусства и противники „засилья“ церкви). Именно при Феофане были подписаны ряд важных соглашений о сотрудничестве — с другими конфессиями, с силовыми структурами. При нём открылся ряд новых храмов, активизировалась реконструкция старых. Наконец, именно Феофан, несмотря на мрачные прогнозы скептиков, сумел без лишних скандалов продвинуть в челябинские школы изучение четвероклассниками нового предмета — формально факультативного религиоведения, в подавляющем большинстве случаев оказавшегося все-таки историей православия <…> Плюс ко всему прежний владыка сумел наладить отношения церкви с теперь уже бывшим губернатором Михаилом Юревичем и добиться превращения Челябинской и Златоустовской епархии в митрополию из трёх — Челябинской, Магнитогорской и Троицкой — епархий».
30 мая 2014 года назначен митрополитом Симбирским и Новоспасским, главой Симбирской митрополии.
13 июля 2015 года назначен митрополитом Казанским и Татарстанским, главой Татарстанской митрополии.
С 22 октября 2015 года — ректор Казанской духовной семинарии. 12 января 2017 года на заседании учёного совета семинарии единогласно избран заведующим кафедрой исламоведения.
В 2016 году возглавлял делегацию Русской православной церкви на X заседании совместной российско-иранской комиссии по диалогу «Православие — ислам». С 4 апреля по 7 июля 2019 года являлся временно управляющим Чистопольской епархией.

### Смерть и похороны

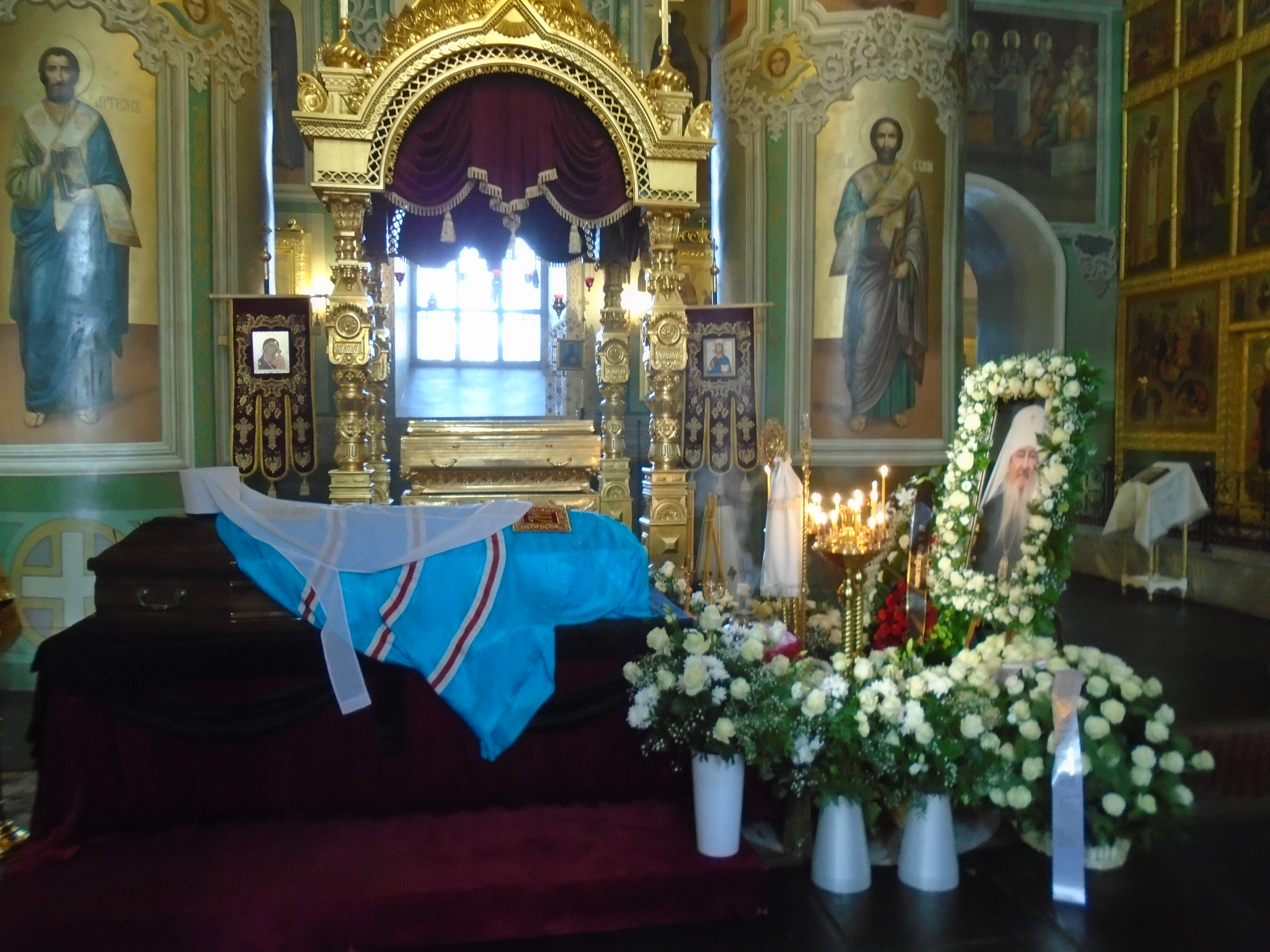
Гроб с телом митрополита Феофана перед отпеванием в Благовещенском соборе Казанского кремля.

Митрополит Феофан скончался 20 ноября 2020 года в Москве в больнице управления делами президента РФ. Причиной смерти стал сердечный приступ как осложение в результате коронавирусной инфекции. Ранее, он посетил родной Курск и прибыл в Москву, где и был госпитализирован. Феофану было 73 года. Свои соболезнования выразили патриарх Московский и всея Руси Кирилл, президент Республики Татарстан Рустам Минниханов; в телефонном разговоре они обсудили проведение похорон. 21 ноября гроб с телом Феофана был привезён в Казань и установлен в Благовещенском соборе Казанского кремля, где панихиду по нему провёл викарий Казанской епархии епископ Елабужский Иннокентий (Васецкий). Затем над телом митрополита в ходе всенощного бдения священнослужителями читалось евангелие.

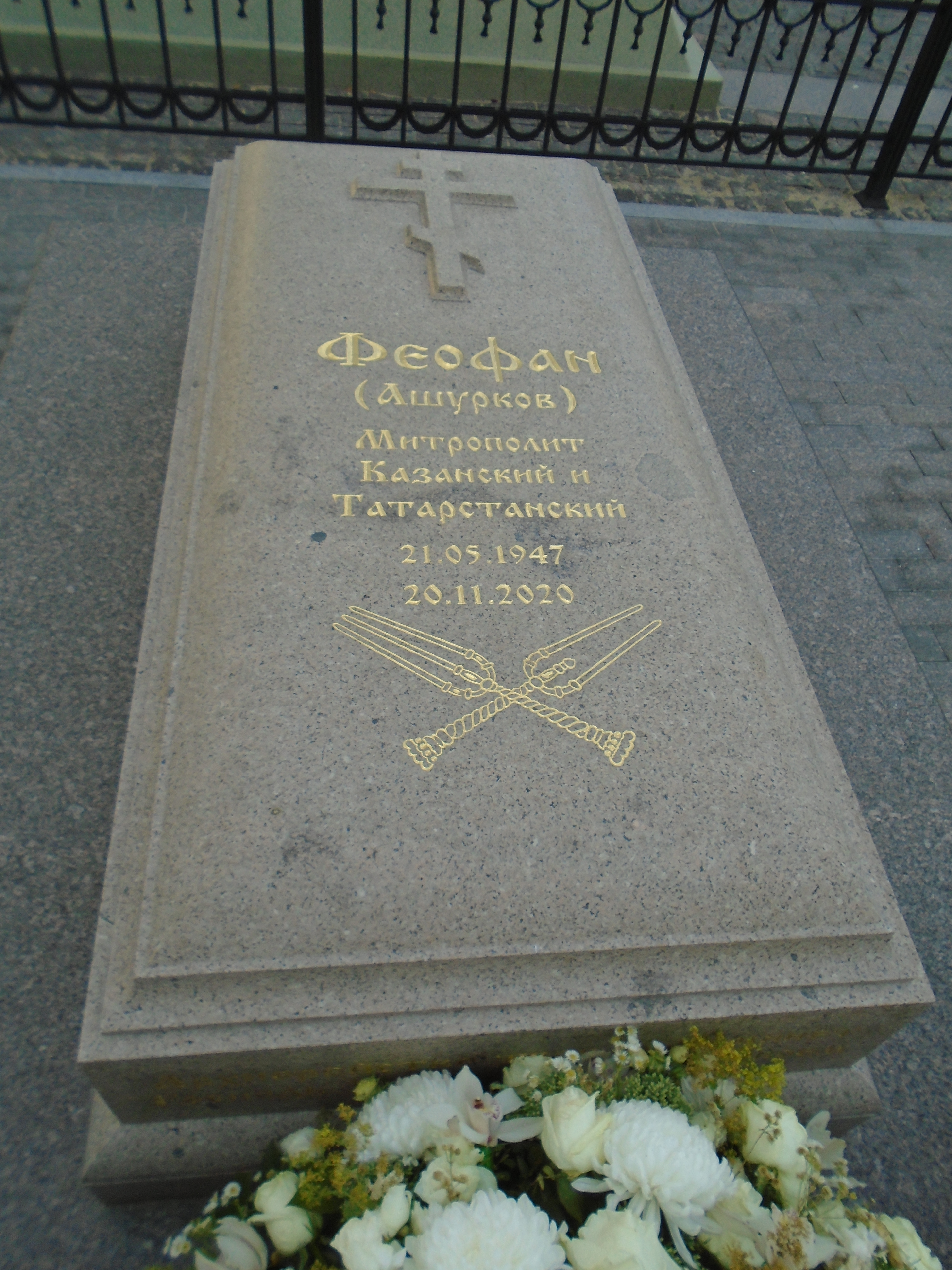
Могила митрополита Феофана за алтарём Казанского собора

22 ноября у гроба заупокойную литию совершил управляющий делами Московской патриархии митрополит Воскресенский Дионисий (Порубай). В эти дни проститься с Феофаном приглашались все желающие, в числе простившихся был и государственный советник Республики Татарстан Минтимер Шаймиев.
Вот в последний раз, когда мы с ним чай пили, Феофан говорит: „Все равно у меня служба завершится — есть возрастные вещи, и я все-таки хотел бы остаться, приземлиться в республике“. Я говорю: „Конечно, владыка, мы только искренне рады“. Но никто не думал, что все произойдет таким образом.Президент Татарстана Рустам Минниханов.
23 ноября Дионисий в сослужении ряда священнослужителей в Благовещенском соборе совершил отпевание Феофана; при службе, помимо Минниханова, присутствовали руководитель аппарата президента РТ Асгат Сафаров, премьер-министр РТ Алексей Песошин, председатель Государственного Совета РТ Фарид Мухаметшин, исполнительный директор Республиканского Фонда возрождения памятников истории и культуры РТ и заместитель председателя Государственного Совета РТ Татьяна Ларионова, мэр Казани Ильсур Метшин, а также губернатор Санкт-Петербурга Александр Беглов, губернатор Ульяновской области Сергей Морозов, первый заместитель министра экономического развития РФ Михаил Бабич. В тот же день Феофан был похоронен за алтарём у стен собора Казанской иконы Божией Матери, восстановлением которого занимался.

## Награды
Государственные
- Орден «За заслуги перед Отечеством» III степени (18 мая 2017 года) — «за большой вклад в укрепление межнационального и межконфессиального мира и согласия в обществе»[48].
- Орден «За заслуги перед Отечеством» IV степени (13 апреля 2007 года) — «за большой вклад в развитие духовных и культурных традиций»[49]
- Орден Дружбы (11 августа 2000 года) — «за большой вклад в развитие духовных и культурных связей зарубежной общественности с Россией»[50].
- Медаль ордена «За заслуги перед Отечеством» II степени (28 декабря 1995 года) — «за заслуги перед государством, успехи, достигнутые в реализации комплексной программы строительства, реконструкции и реставрации исторических и культурных объектов города Москвы»[51].
- Благодарность Президента Российской Федерации (14 августа 1995 года) — «за активное участие в подготовке и проведении празднования 50-летия Победы в Великой Отечественной войне 1941—1945 годов»[52].
- Благодарность Президента Российской Федерации (4 октября 2008 года) — «за активную работу по организации приёма беженцев из Южной Осетии и оказанию гуманитарной помощи пострадавшим»[53].

Региональные
- Медаль «Знак Славы» (Северная Осетия, 2005 год)[54].
- Звания «Почётный гражданин Черкесска» (Карачаево-Черкесия, 2005 год)[55], «Почётный гражданин Ставрополя» (Ставропольский край, 2006 год)[56], «Почётный гражданин Владикавказа» (Северная Осетия, 2009 год)[57].
- Медаль «100 лет образования ТАССР» (Татарстан, 2020 год)[58].

Церковные
- Орден преподобного Сергия Радонежского III степени (1985 год)[59].
- Орден святого благоверного князя Даниила Московского II степени (1995 год)[60].
- Орден святителя Иннокентия Московского II степени (2006 год)[59].
- Орден святого преподобного Серафима Саровского II степени (2012 год)[61].
- Орден святителя Иннокентия Московского I степени (2017 год)[62]
- Медаль апостола Петра I степени (Санкт-Петербургская епархия, 2017 год)[63].
- Орден «За труды» (Казахстанский митрополичий округ, 2019 год)[64].
- Орден Святителя Алексия, митрополита Московского III степени (2020 год)[42]. Передан посмертно наместнику Казанского Богородицкого монастыря игумену Марку (Виленскому)[45].
- Награды Александрийской, Антиохийской и Иерусалимской православных церквей[59].

Прочие
- Почётная медаль «За заслуги в деле защиты детей России» (Уполномоченный при Президенте Российской Федерации по правам ребёнка, 2015 год)[65].
- Почётный памятный знак «Орден Великого князя Сергея Александровича» (Императорское православное палестинское общество, 2015 год)[66].
- Медаль «За содействие» (Следственный комитет Российской Федерации, 2020 год)[67].

## Отзывы
Протодиакон Андрей Кураев в июле 2015 года:

«Это человек очень умный, с огромным опытом работы именно в мусульманских регионах. До того как стать епископом, он много лет служил в Иерусалиме, в Египте, очень хорошо знает Ближний Восток и мусульманский мир. Кроме того, он был епископом в Ставрополе несколько лет, а это тоже такой пограничный регион, и Северный Кавказ входил в его епархию. Он на руках выносил раненых детей из школы в Беслане. Это человек, который для вашего региона в этом смысле идеален».

Протоиерей Всеволод Чаплин: 
Преосвященный Феофан был и заместителем председателя отдела внешних церковных связей, работал в таких разных регионах России, как Магаданская и Челябинская область, Ставропольский край, Ульяновская область. Так что, безусловно, это человек очень опытный, с крепкой волей, всегда стремящийся сделать максимум для развития церковной жизни. Он умеет выстраивать отношения с представителями других религий, главным образом с представителями ислама и иудаизма, как об этом свидетельствует уже упомянутая мною работа владыки Феофана в Израиле. Ещё раз повторюсь: Феофан — яркий православный иерарх, практик и строитель церковной жизни.

## Публикации
статьи
- Престольный праздник и годичный акт в Московских духовных школах // Журнал Московской Патриархии. — 1972. — № 12. — С. 23-24.
- О «Точном изложении Православной веры» святого Иоанна Дамаскина // Журнал Московской Патриархии. — 1976. — № 7. — С. 72-76.
- Религиозный фактор как основа национального единства // pravoslavie.ru, 21 февраля 2007
- Особая духовная стать // Мы все были у него в сердце: воспоминания об архимандрите Кирилле (Павлове) : [посвящается 100-летию со дня рождения]. — Сергиев Посад: Свято-Троицкая Сергиева лавра, 2019. — C. 33-34

интервью
- Конец глобализации. Соединённые Штаты раскалывают мир, считает епископ Магаданский Феофан (Ашурков) // Независимая газета, 2 апреля 2003
- Епископ Феофан: Я почувствовал свою сродненность с людьми // Ставропольская правда, 19 ноября 2003
- Мы не будем ломать копья, нужен диалог // interfax-religion.ru, 18 августа 2015
- Митрополит Татарстанский Феофан: «Мы, русские люди, сами виноваты в том, что происходит» // evening-kazan.ru, 17.12.2015
- Митрополит Феофан: «Первое, что увидел, — направленные прямо на меня автоматы со штыками» // Бизнес Онлайн, 3 октября 2016
- Митрополит Феофан: «Весь мир в тревоге и в ожидании чего-то страшного, что вот-вот грядет» // Бизнес Онлайн, 15 апреля 2017
- Митрополит Феофан: Успенский собор Свияжска создавался для церковной жизни // tatmitropolia.ru, 14.07.2017
- Митрополит Казанский и Татарстанский Феофан: «В Беслане физически ощутил, как преображает людей совместная молитва» // e-vestnik.ru, 29 декабря 2020